# Robert Rosenberg (Pornodarsteller)
Robert Rosenberg (* 6. März 1975 in Trutnov) ist ein  tschechischer Pornodarsteller. Er gehört zu den bekanntesten Darstellern dieses Gewerbes in Tschechien.

## Leben
Der in Trutnov geborene Rosenberg erlernte in Ústí nad Orlicí den Beruf des Automechanikers. In diesem Berufsfeld hat er sich später niemals wieder betätigt. Er ist später nach Prag umgezogen, wo er nach längerer Obdachlosigkeit bei McDonald’s  gearbeitet hat. Mit 21 Jahren fing er mit seiner Tätigkeit als Pornodarsteller an. Er war von 1996 bis 2009 als Darsteller tätig, von 2006 bis 2008 auch als Regisseur. Er ist verheiratet und hat einen Sohn. Robert Rosenberg erhielt einen AVN Award als Gruppenpreis. Auffälliges Merkmal ist ein Gesichtstattoo.
Im Oktober 2007 kam Rosenberg durch mehrere Skandale in die tschechische Medienwelt. Er verlor zeitgleich mit seiner Ehefrau das Sorgerecht über das gemeinsame Kind. Grund dafür war Menschenhandel. Später kam noch eine Anzeige wegen Zuhälterei, Drogenhandels und Verbreitens von Infektionskrankheiten hinzu. Seine Ehefrau und sein Assistent erhielten fast zeitgleich ebenfalls eine Anzeige wegen Diebstahls. Am 3. März 2008 wurde Rosenberg gegen eine Kaution aus der Untersuchungshaft entlassen.
Im August 2008 wurde Rosenberg auf Bewährung für ein Jahr wegen Drogenhandels verurteilt. Er versuchte mehrfach, Kokain an Mitdarsteller zu verkaufen. Die Anklage wegen Verbreitung von Infektionskrankheiten wurde dieser Strafe beigefügt. Die Vorwürfe des Menschenhandels und der Zuhälterei wurden als unbelegt anerkannt. Seine Frau wurde gemeinsam mit dem Assistenten wegen Diebstahls für vier Monate auf Bewährung bestraft. Das Berufungsgericht sprach im November 2008 seine Frau und seinen Assistenten frei.
Seine Produktionsfirma REBEL, die er gemeinsam mit seiner Frau gründete, war im Juni 2009 hoch verschuldet und stand vor einer Insolvenz.

## Filmografie (Auswahl)
Rosenberg hat nach eigenen Angaben in über 2.500 Filmen mitgespielt. Die Internet Adult Film Database nennt jedoch nur etwa 400 Filme. Das Guinness-Buch der Rekorde nennt Ron Jeremy, der in 1.750 Filmen mitgespielt hat, als Rekordhalter.
- Big Mouthfuls 1, 2 und 4 (2003, 2004)
- Teeny Exzesse
- Junge Debütantinnen
- Maximum Perversum
- Cleopatra (2003)

## Trivia
Eine Szene aus dem Film "Die Anmacherinnen 7" (1999, Videorama), wo Rosenberg als Feuerwehrmann in der Umkleide auf Petra Hermanova trifft und "Alarm! Alarm!" ruft, woraufhin seine Kollegen ein Bett bringen, wurde zum Internetmeme.